# Suhodolî, Brodî
Suhodolî (în ucraineană Суходоли) este un sat în comuna Ponîkovîțea din raionul Brodî, regiunea Liov, Ucraina.

## Demografie
Componența lingvistică a localității Suhodolî
     Ucraineană (99,55%)
     Alte limbi (0,3%)
Conform recensământului din 2001, majoritatea populației localității Suhodolî era vorbitoare de ucraineană (99,55%), existând în minoritate și vorbitori de alte limbi.